# Benton McMillin

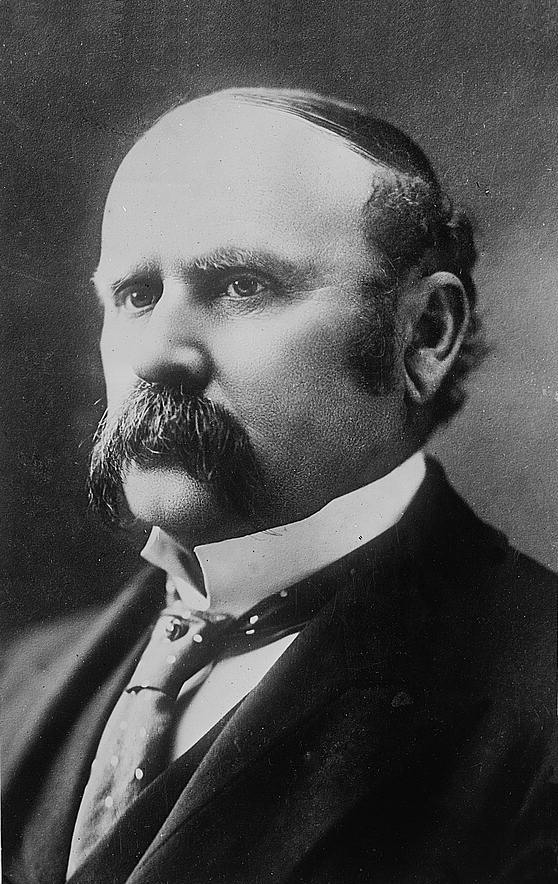
Benton McMillin

Benton McMillin, född 11 september 1845 i Monroe County, Kentucky, död 8 januari 1933 i Nashville, Tennessee, var en amerikansk demokratisk politiker och diplomat. Han var ledamot av USA:s representanthus 1879-1899 och guvernör i delstaten Tennessee 1899-1903.
McMillin gifte sig 1869 med Birdie Brown som var dotter till politikern John C. Brown. Paret fick en son. Efter Birdies död gifte han om sig 1887 med Lucille Foster och paret fick en dotter.
McMillin studerade vid Kentucky University (numera Transylvania University). Han studerade därefter juridik och inledde 1871 sin karriär som advokat i Tennessee. Han valdes tio gånger till representanthuset och två gånger till guvernör. Trots tre försök lyckades han inte bli senator. Han förlorade 1912 års guvernörsval i Tennessee mot republikanen Ben W. Hooper.
McMillin var som envoyé extraordinaire och plenipotentiär minister chef för USA:s diplomatiska beskickning i Peru 1913-1920. Strax efter McMillins tid som beskickningschef blev USA:s diplomatiska representation i Peru en ambassad. McMillin var sedan chef för USA:s diplomatiska beskickning i Guatemala från januari 1920 fram till december 1921.
McMillin stödde Franklin D. Roosevelt i presidentvalet i USA 1932. Hans grav finns på Mount Olivet Cemetery i Nashville.